# Jerzy Izdebski
Jerzy Izdebski (ur. 6 sierpnia 1947 w Ustce, zm. 4 grudnia 2010 w Londynie) – polski muzyk, prezenter radiowy, działacz samorządowy i polityk. Był założycielem, liderem, gitarzystą i wokalistą usteckiego zespołu rockowego 74 Grupa Biednych.

## Życiorys
Ukończył Studium Nauczycielskie w Słupsku. Był nauczycielem fizyki i chemii w Postominie. Był także współzałożycielem, liderem, gitarzystą i wokalistą usteckiej formacji 74 Grupa Biednych, powstałej w 1966 roku. W pierwszym składzie grupy występowała także jego siostra – Joanna. Liderem zespołu pozostał do jego rozpadu w roku 1973. Był nękany przez SB i bezskutecznie namawiany do podjęcia współpracy. Od 1974 przebywał na emigracji w Wielkiej Brytanii, gdzie prowadził działalność gospodarczą. Do Polski powrócił po transformacji systemowej. W tym też okresie bezskutecznie próbował założyć własną działalność gospodarczą, w tym między innymi stworzył Radio Wybrzeże, które jednak nie otrzymało koncesji na nadawanie. 
Od 1994 piastował mandat radnego Ustki, a następnie do 2001, był radnym powiatu słupskiego. W międzyczasie od roku 1999 był także liderem Polskiej Partii Biednych, organizując w Słupsku tzw. Trybunał Społeczny, który w formie manifestacji „oskarżał” i „sądził” lokalnych polityków. Od 1998 roku prowadził również kontrowersyjną audycję w lokalnej rozgłośni komercyjnej Radio City, w wyniku czego Krajowa Rada Radiofonii i Telewizji ostatecznie cofnęła stacji koncesję na nadawanie.     
Od 2002 ponownie przebywał na emigracji, gdzie w latach 2004–2005 prowadził Polskie Radio Supermova. W 2006 Sąd Okręgowy w Słupsku wydał przeciw niemu Europejski Nakaz Aresztowania za nazwanie Prezydenta RP Aleksandra Kwaśniewskiego – pijakiem i kłamcą. Jerzy Izdebski publikował również na łamach serwisu Racjonalista.pl. 
W 2009 roku w mediach pojawiła się nieprawdziwa informacja o jego śmierci. Jerzy Izdebski zmarł w grudniu 2010 roku w londyńskim hospicjum, w wyniku choroby nowotworowej. Został pochowany na cmentarzu komunalnym w Ustce (sektor XII; rząd 21; grób 10), gdzie zgodnie z jego ostatnią wolą spoczął u boku rodziców.

## Dyskografia

### Album
- 74 Grupa Biednych – W trąby dąć. Nagrania archiwalne z lat 1970–1973 (Kameleon Records, 2022)[11]